# L'Orgasme dans le placard
Pour plus de détails, voir Fiche technique et Distribution.
L'Orgasme dans le placard (Donna è bello) est un film ouest-germano-franco-italien réalisé par Sergio Bazzini et sorti en 1974.

## Synopsis
Octavia a été laissée complètement seule pour l'été, mais pas pour longtemps. Voici Walter qui est sur le point de changer toute sa vie, car il est jeune, beau et cruel.

## Fiche technique
Sauf indication contraire, les informations mentionnées dans cette section peuvent être confirmées par la base de données cinématographiques IMDb,  présente dans la section « Liens externes ».
- Titre en français : L'Orgasme dans le placard ou La Femme insatiable ou La Femme et l'Amant[1]
- Titre original italien : Donna è bello[2]
- Titre allemand : Das nimmersatte Weib[3]
- Réalisation : Sergio Bazzini
- Scenario : Sergio Bazzini, Silvano Agosti
- Photographie :	Mario Masini (it)
- Montage : Silvano Agosti
- Musique : Ruggero Cini (it)
- Décors : Amedeo Fago (it)
- Costumes : Lina Taviani
- Production : Ugo Tucci
- Société de production : Produzioni Atlas Cinematografica (Rome), Société Générale de Production (Paris), Hermes Synchron (Berlin)
- Pays de production :  Italie -  France -  Allemagne de l'Ouest
- Langue originale : Italien
- Format : couleur par Technicolor - 2,35:1 - Son mono - 35 mm
- Durée : 91 min (1 h 31[2])
- Genre : thriller érotique
- Dates de sortie :
  - Italie : 29 octobre 1974
  - Allemagne de l'Ouest : 28 novembre 1974
  - France : 7 mars 1979[1]
- Classification :
  - Italie : Interdit aux moins de 18 ans[2]
  - Allemagne de l'Ouest : Interdit aux moins de 18 ans[3]

## Distribution
- Joe Dallesandro : Walter
- Andréa Ferréol : Ottavia
- Marino Masè : Mario
- Daniela Metternich : Eleonora
- Massimo Sarchielli : Enea
- Henning Schlüter : Le comte
- Rosita Torosh
- Fausta Avelli